# Daddy Nostalgie
(Daddy a Caroline)
Daddy Nostalgie è un film del 1990 diretto da Bertrand Tavernier e sceneggiato da sua moglie Colo Tavernier O'Hagan. Le riprese sono avvenute tra Bandol e Sanary-sur-Mer.
Fu presentato in concorso al 43º Festival di Cannes.

## Trama
La quarantenne Caroline, sceneggiatrice, lascia Parigi per raggiungere i genitori in un piccolo paese della Costa Azzurra dove il padre Tony "Daddy" trascorre la convalescenza dopo un intervento chirurgico al cuore. "Daddy" è un inglese ironico abituato da giovane, per lavoro, ad una vita mondana. Mamma Miche, al contrario, è metodica, taciturna e mal sopporta la ribellione del marito alle raccomandazioni mediche. Al suo arrivo Caroline media tra la determinazione di Miche a proibire a Tony di bere e la possibilità di lasciare al padre quei pochi piaceri che la vita gli ha lasciato. Durante il soggiorno Caroline ha modo di approfondire la conoscenza del padre, una figura a lei distante fin da bambina che le causa una sottile ed intima sofferenza. Sofferenza che si manifesta quando il padre incomincia a ricordare malinconicamente il passato fatto di viaggi in tutto il mondo, le feste, i cocktail, tutto quello da bambina li teneva lontani: «Prima dei vent'anni, non ho alcun ricordo di te», ammette. Tony confida anche che la passione per Miche nel tempo si è affievolita. La compagnia tra padre e figlia diventa una delicata intesa fatta di piccole cose, di malinconici silenzi e parole pudicamente sussurrate. Poiché la gravità della malattia diventa più chiara Caroline decide di concedere a Tony una gita a Cannes e qui, durante una conversazione fatta ancora di ricordi passati sulla "bella vita" di Tony, Caroline manifesta la sua rabbia verso di padre: «Non mi interessa la tua bella vita! È stata una bella, egoista vita!». Caroline decide di tornare a Parigi per terminare la sceneggiature di un film e rivedere il figlio, ma al rientro riceve la notizia della morte di "Daddy": sgomenta, si perderà nella folla del metrò e dei propri recenti ricordi.

## Riconoscimenti
- Seminci 1990
  - Premio per il miglior attore (Dirk Bogarde)

## Curiosità
- È l'ultimo film di Dirk Bogarde.
- La canzone These Foolish Things (di Harry Link, Holt Marvell e Jack Strachey), che fa da commento al film,  è cantata da Jane Birkin.